# Courchamps (Aisne)
Courchamps település Franciaországban, Aisne megyében. Lakosainak száma 82 fő (2022. január 1.). Courchamps Hautevesnes, Licy-Clignon, Monthiers és Priez községekkel határos.

## Népesség
A település népességének változása:
| Lakosok száma | 50   | 64   | 107  | 92   | 97   | 92   | 88   | 84   | 83   | 82   |
|               | 1968 | 1982 | 1990 | 2006 | 2013 | 2015 | 2017 | 2019 | 2020 | 2022 |